# 真田氏
真田氏（日语：／）是日本戰國時代至江戶時代的武家氏族，發跡於信濃國小縣郡真田村（現長野縣上田市內），最初作為國人眾臣服於武田氏，後來輾轉效力於後北條氏和德川氏等武家後獨立，儘管在關原之戰時分出了東西軍，西軍的真田昌幸和次男真田信繁曾經在第二次上田合戰中擊退東軍德川秀忠率領的軍隊，但是由於長男真田信幸站在東軍而保住了領地，其後從上田藩增封至松代藩，歷經十代藩主直至廢藩置縣為止。

## 由來
寬永18年（1641年），學者林羅山奉江戶幕府之命編撰《寬永諸家系圖傳》，並且收錄了真田氏提供的系譜，顯示其始祖是清和天皇之子貞秀親王，視為滋野氏初代，其子滋野幸恒在移居信濃國小縣郡海野（現長野縣東御市內）後改姓海野氏，自稱海野小太郎，而真田氏則是海野氏的嫡流，在海野棟綱之孫真田幸隆遷至真田村（現長野縣上田市內）後才改稱真田氏。
不過，按照《真田家文書》的說法，滋野氏始祖並非貞秀親王，而是貞元親王，而幸隆則是棟綱之子，並且認為《寬永諸家系圖傳》上的乃是筆誤，儘管兩種說法上有出入，但是結論同樣指出真田氏是海野氏的直系後裔。然而，學者新井白石在《藩翰譜》中質疑此說法，他指出史料上並沒有貞秀親王的名字，並且認為滋野貞主才是海野氏的先祖。其後，真田氏在《寬政重修諸家譜》編撰期間，提交了另一份系譜，嘗試釋疑，這次真田氏指出清和天皇的五子貞保親王之孫善淵王是滋野氏之祖，但是這個觀點遭到編修者質疑，認為在延曆年間（782年 - 806年），貞主的父親滋野家譯已經獲賜姓滋野宿禰，仁壽2年（852年）時名草安也也獲賜姓為滋野朝臣，因此質疑較晚出生的善淵王不可能是滋野氏的始祖，並且指出真田氏只是為了沿用過去自稱為清和天皇子孫的主張，貞秀親王又不見於史料，親王之子自稱小太郎的說法也很可疑，因此將系譜改以海野幸恒為始祖。
此外，《吾妻鏡》記載了海野幸氏之孫真田幸春的事蹟，因此真田氏可能是在鎌倉時代初期從海野氏分家出去的庶流。應永7年（1400年），在大塔合戰中參加了大文字一揆的武士中，有名為實田的武士從屬於禰津氏，由於禰津氏是滋野三家之一，因此實田也被認為是真田氏的祖先。同樣地，在《永享記》、《續群書類從》和《鎌倉大草紙》中亦有記載在結城合戰中，除了信濃守護小笠原政康和小笠原持長等人率領的軍隊外，鎌倉公方方面同樣有真田氏效力。其中，鄉土史家一志茂樹甚至認為真田氏的祖先是大伴氏，他認為包括海野在內的東信地方於古時乃盛行畜牧的地方之一，而《日本現報善惡靈異記》中也有記載大伴氏曾經以小縣郡孃里為據點，加上在南安曇郡養豬和鹿的細萱氏本來就是大伴氏的後裔，而佐久郡的滋野三家之一的望月氏也同樣曾經經營牧場，因此推測出身自小縣一帶的真田氏是大伴氏的後裔。現行一般的說法則按照東御市的《白鳥神社海野系圖》為主，主張真田賴昌為幸隆父親，而海野棟綱則是其岳父。

## 歷史

### 武田時代

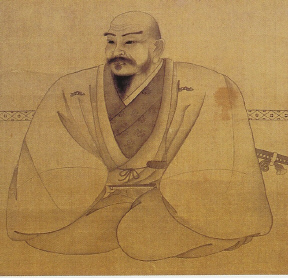
真田幸隆

按《神使御頭之日記》記載，在天文10年（1541年）5月，真田氏在內的海野一族於海野平之戰中不敵武田信虎、村上義清和諏訪賴重組成的聯軍，真田氏在內的滋野一族的領地大部份落入村上氏手中，幸隆則跟隨海野棟綱投靠上野的上杉憲政，其弟矢澤賴綱則降於村上義清，此事造成日後真田氏和村上氏方對立的遠因。然而，僅一個月後，信虎之子武田晴信突然將父親流放至駿河，同時憲政趁亂攻率兵領攻入信濃，但是卻早早與迎擊的賴重議和而退兵。天文16年（1547年）8月，憲政打破與武田氏的同盟關係，再次出兵卻在小田井原之戰中敗北，從此山內上杉家放棄進攻信濃，而本來希望借助上杉之力奪回舊領的幸隆等人的夙願也因而落空。
天文17年（1548年），武田氏在上田原之戰中大敗於村上氏後，武田信玄仍然未有放棄進佔信濃的想法，他將熟知當地地形，而且具影響力的真田氏收歸其下，其後幸隆出任被官，並且以北信濃為主要活動範圍，他參與攻打寺尾城（現長野縣長野市內）和在戶石崩一戰中攻佔村上氏的戶石城等戰事，最終逼使村上義清棄守根據地葛尾城。弘治2年（1556年），幸隆與虎滿一同攻佔尼飾城後，幸隆留守在城內參與在川中島一帶。由於北信濃的國人眾與越後長尾氏關係非常緊密，因此在永祿3年（1560年），幸隆與其他北信濃國人眾一樣，向長尾景虎（即後來的上杉謙信）獻上了太刀。
翌年，第4次川中島合戰爆發，幸隆與其他武田氏家臣從妻女山後方向上杉輝虎（即後來的上杉謙信）發動奇襲。永祿6年（1563年），真田氏攻佔岩櫃城後將吾妻郡納入武田氏的勢力範圍，並且代表武田氏正式染指上野國。元龜2年（1571年）9月，真田氏攻佔上杉氏的白井城後不足兩年，城池再次落入上杉氏手上，與真田氏的勢力範圍吾妻郡呈對峙局面。天正2年（1574年），幸隆死去，由嫡子真田信綱繼任家督，可是在翌年爆發的長篠之戰中，信綱和其弟真田信輝均先後戰死。
在信綱和信輝均戰死的情況下，真田氏家督之位由幸隆的三子真田昌幸繼承。天正6年（1578年），御館之亂爆發，武田勝賴不顧與後北條氏多年的交情，選擇支持上杉景勝，在景勝繼任後與上杉氏組成了甲越同盟，上杉氏亦因此退出信濃和上野，武田氏在無法抗衡於西邊的織田氏和德川氏的情況下，進一步將目標指向上野，在天正8年（1580年），派真田氏攻下武田氏注視已久，卻在御館之亂時遭到北條氏政佔領的沼田城。翌年，昌幸前往甲斐擔任新府城的普請奉行後仍然多次往返兩地，最終勝賴體恤他，讓其返回沼田，專心於吾妻的事務，加上上野和甲斐相距甚遠，因此武田氏亦下放了相當大的權力給真田氏。同年11月，昌幸派弟弟加津野信昌消滅被指有異心的海野幸光和海野幸輝兄弟，掃取西上野的反對勢力，成功鞏固統治。

### 輾轉易主

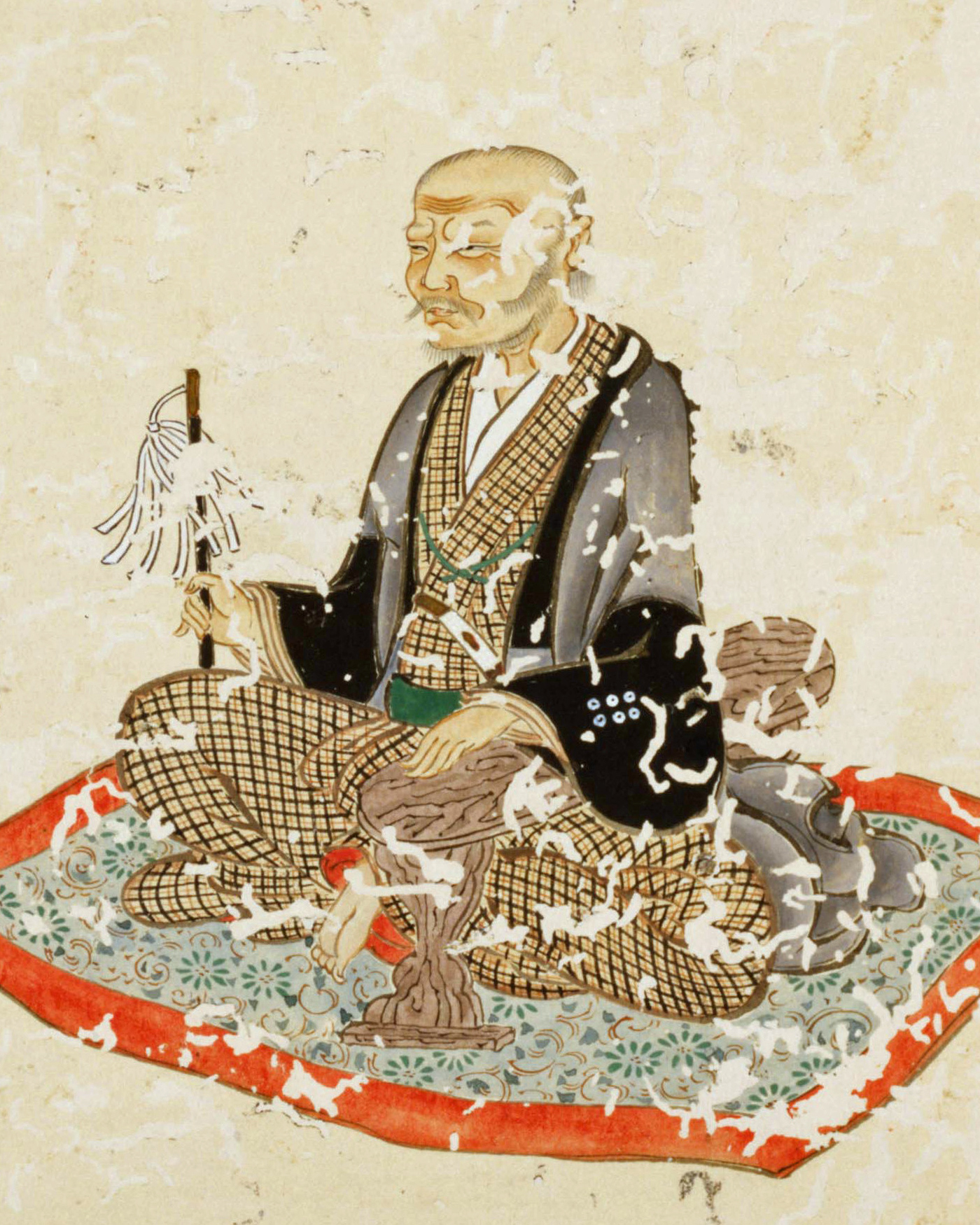
真田昌幸

天正十年（1582年）2月11日，武田氏在天目山之戰中被織田氏消滅，而昌幸則早預料到武田氏滅亡只是時間問題，因此曾經兩度向後北條氏表達恭順之意，在勝賴死後翌日真田氏便向武藏國鉢形城主北條氏邦呈上願意向北條效忠的書信。2月20日，織田信長將原本真田氏的上野一國、信濃佐久郡和小縣郡賜給瀧川一益，而昌幸見此便獻馬給信長，最終獲安堵於小縣郡，成為一益的手下。然而在同年6月2日，本能寺之變爆發，原本分配完成的信濃、上野和甲斐變成後北條氏、上杉氏和德川氏的目標，昌幸亦投靠了後北條氏。天正壬午之亂爆發後，真田氏在依田信蕃的介紹下轉為效力於德川家康，昌幸亦因而獲賜予箕輪城，甲斐二百貫文和諏訪郡，並且安堵小縣郡的知行。翌年，真田氏為了鞏固在小縣郡的統治，開始著手興建上田城。
天正12年（1584年），德川氏與羽柴氏之間爆發了小牧、長久手之戰，家康為了避免腹背受敵，與後北條氏展開了談判，後北條氏提出以佐久郡換取上野，於是家康便要求昌幸交出沼田。然而，昌幸並不願意讓出自己親手打下來的城池，斷言拒絕家康的命令，並且以次子真田信繁（即真田幸村）為人質，投靠了上杉景勝，同時向上杉盟友羽柴秀吉（即後來的豐臣秀吉）表達隨時願助其一臂之力。與此同時，家康為了保持在信濃的影響力，在翌年派鳥居元忠和大久保忠世等人進攻上田城，觸發第一次上田合戰，可是在景勝援軍和神川水漲的幫助下，德川軍大敗而回。同年，家康原本計劃再次攻擊真田氏，可是重臣石川數正突然投奔秀吉，真田氏因此逃過一劫。另一方面，北條氏直亦進攻沼田城，同樣地在景勝的援軍和城代矢澤賴綱的頑強抵抗下，北條軍最終退兵，其後北條再次進攻，但是受到大雨和洪水的影響不得不再次撤軍。
天正16年（1588年）8月，北條氏規謁見秀吉，表示氏政父子將於明年上洛，因此希望先解決與真田氏的沼田領問題，對此秀吉要求昌幸將三份之二的上野和沼田城讓給後北條氏，並單由德川補償其損失的領地，剩餘的三分之一和名胡桃城由於是真田氏先祖的墓地，因此繼續由真田氏管治。可是，後北條氏家臣豬俁邦憲卻無視秀吉的命令，攻佔了名胡桃城，觸發了小田原征伐。最終，秀吉成功消滅後北條氏，並且將其原本北條氏領有的關東轉交給家康管治，臣服於家康的一眾信濃大名亦被轉封，只有昌幸仍然支配著原本的領地小縣郡，雖然沼田亦重歸真田氏管治，但是由於上野曾經是德川的領地，因此昌幸父子成為家康的部下，才得已重新掌管沼田。

### 分道揚鑣
慶長3年（1598年），秀吉和五大老之一的前田利家相繼死去，家康的影響力開始增加，最終在慶長5年（1600年）6月16日，家康發動會津征伐，攻打同為五大老之一的上杉景勝。與此同時，石田三成趁家康離開關西，以豐臣秀賴的名義舉兵。其後，昌幸收到長束正家和增田長盛等五奉行的聯署書，書中指出若無忘秀吉的恩情，便向秀賴盡忠，一同討伐家康，昌幸在與兩名兒子真田信幸和幸村商議後，決定他跟幸村支持豐臣氏，信幸則支持德川氏，並且隨即與幸村返回上田城。同年9月5日，德川秀忠派信幸和本多忠政勸降昌幸不果後，開始進攻上田城，儘管兵力差距超過十倍，但是真田氏仍然成功抵擋德川軍的攻勢，其後秀忠在9月11日撤軍，最終未能趕及在9月15日參與關原之戰。關原之戰後，昌幸的舊領小縣郡由信之接管，信之的領地原本是沼田2萬7千石和上田3萬8千石，憑戰功加封3萬石，成為總共9萬5千石的大名，而昌幸和幸村則由於信幸求情而免於一死，雙雙被流放至紀伊高野山，信幸則繼承了真田氏家督，成為上田城主。

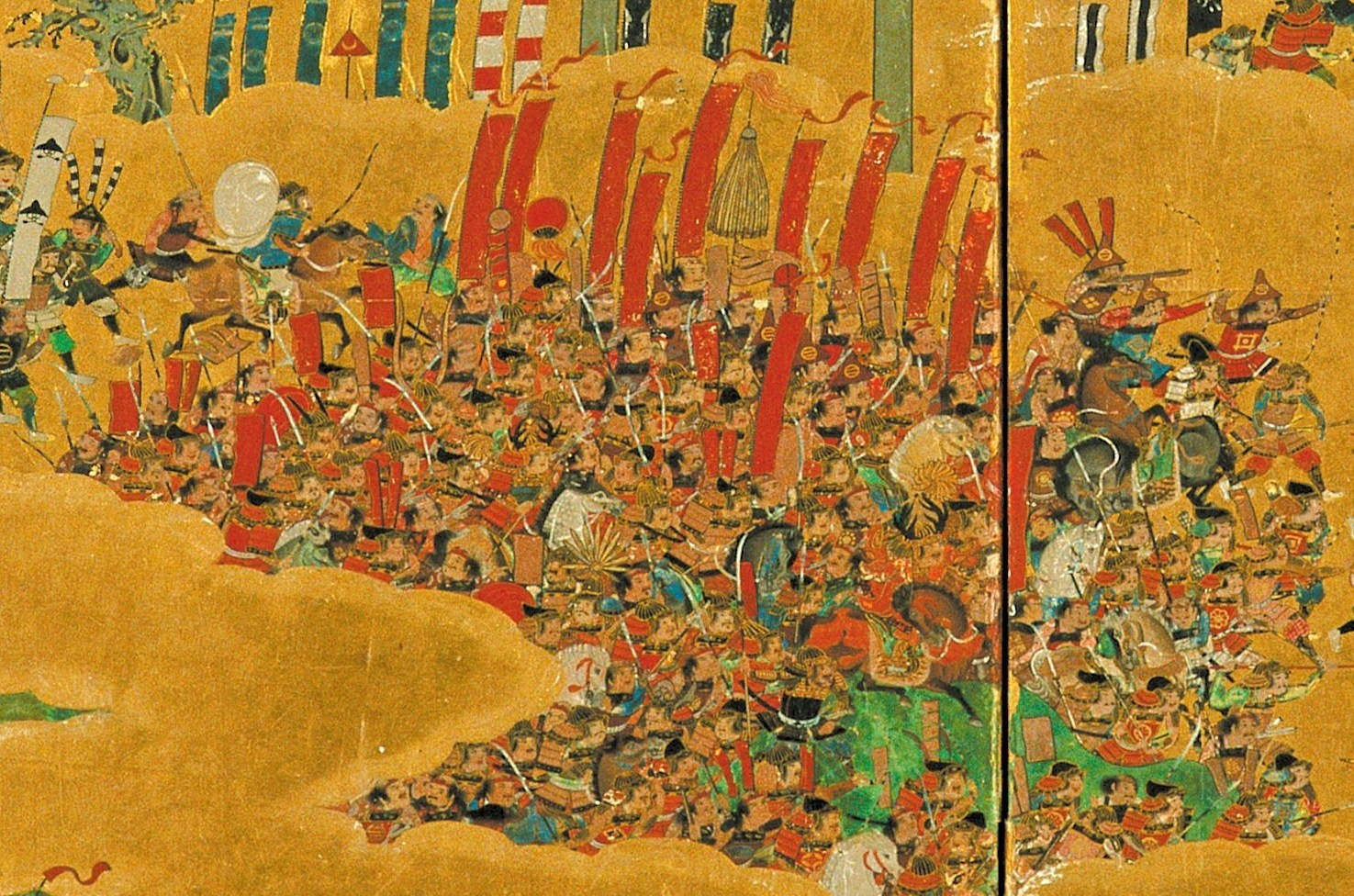
大坂夏之陣時真田軍的赤備

慶長19年（1614年），大坂冬之陣爆發，德川氏召集一眾大名進攻大坂城，信之（即真田信幸）由於患病未有參戰，由其長子真田信吉和次子真田信政跟隨江戶幕府征夷大將軍德川秀忠一同出征，另一方面秀賴亦召集了真田幸村和後藤基次等浪人準備迎戰，原本幸村等人主張主動出擊，但是被秀賴的隨從阻止，其後儘管真田軍在真田丸之戰中擊退德川軍的先鋒前田利常，但是德川軍依然逐漸取得優勢，最終秀賴以埋掉護城河等為條件與家康和解，與此同時德川氏家臣本多正純則嘗試策反信繁失敗，而大坂城則成為一座無任何保護的城池。翌年4月，大坂夏之陣爆發，基次等人在道明寺之戰中戰死，後來趕到的真田軍一度與伊達政宗激戰。翌日，抱著一死決心的信繁在茶臼山之戰中攻向松平忠直率領的萬人大軍，並且成功攻入家康的本陣造成混亂，但卻未能取得家康首級，最終負傷的幸村則在安居神社戰敗身亡。

### 藩政初期

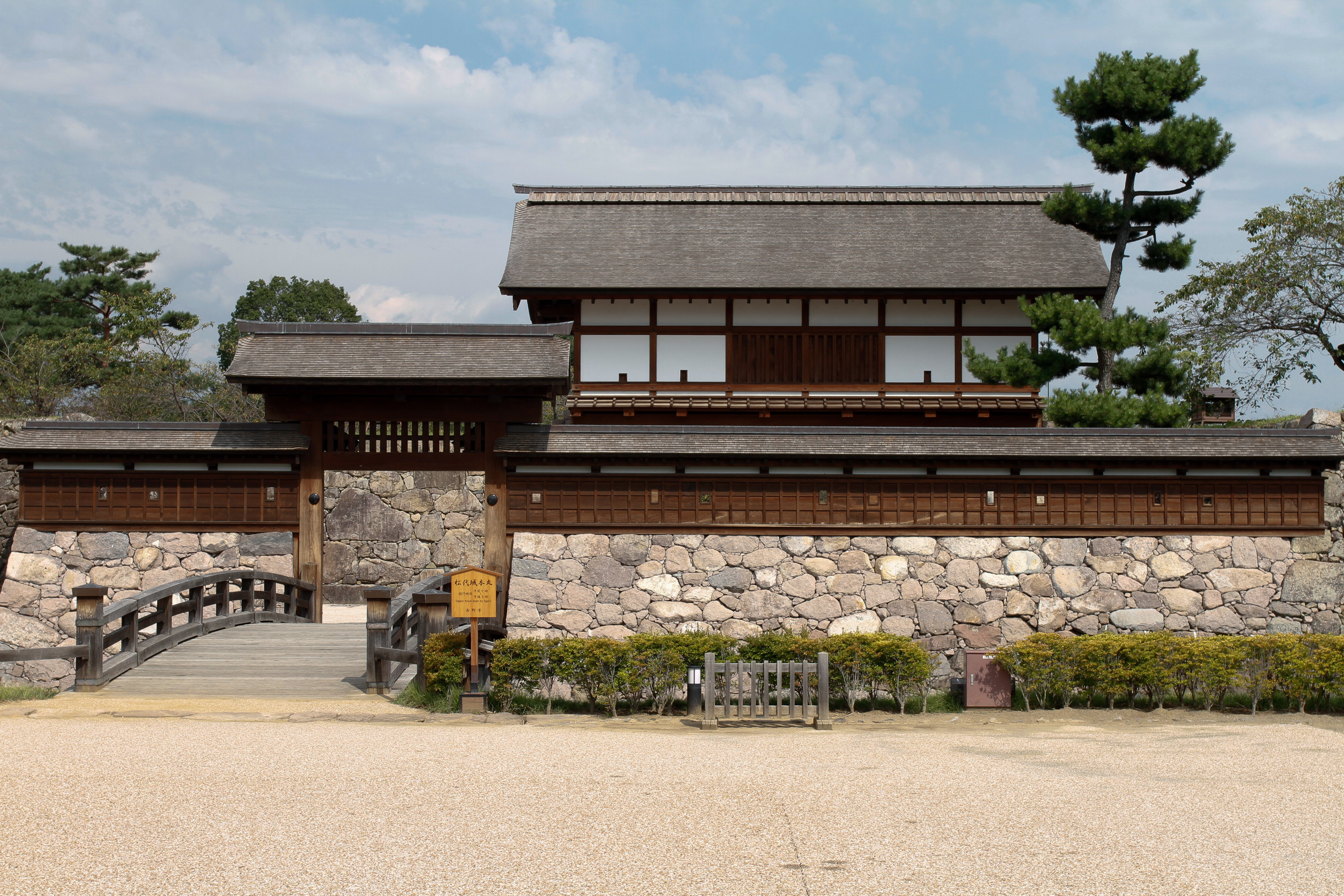
松代城

元和2年（1616年），信之病癒，重新入主上田城，其子信吉則成為沼田城主。元和8年（1622年），由於真田氏在上田的屋敷實在太過狹窄，在打算搬運木材擴充之際，秀忠突然召見信之前往江戶，命其從上田藩轉封至松代藩，同年9月25日真田氏正式入主松代藩，連同小縣郡6萬石和沼田3萬石，加增4萬石至13萬石。信之在移封前後，將沼田3萬石分給長子信吉，松代4萬石中的1萬7千石分給次子信政（即埴科藩）。寬永11年（1632年），信吉病死，由年僅兩歲的長子真田熊之助繼任，但是他在四年後亦死去。翌年，信之只好將沼田3萬石中的兩萬5千石給予信政，讓他成為沼田藩主，信政的1萬7千石領地則由信之的三子真田信重繼承。步入寬永年間，信之推出町奉行心得、代官心得和軍奉行心得等多項政策，強化了真田氏在松代藩的統治。寬永13年（1636年），真田氏與松本藩主松平直政獲幕府批准發行女手形。寬永17年（1640年），播磨山崎藩主池田輝澄和讚岐高松藩主生駒高俊由於御家騷動而分別被減封至因幡鹿野藩和出羽矢島藩時，真田氏與上田藩主仙石政俊、信濃飯田藩主脇坂安元和飯山藩主松平忠俱等一同收容了被裁定有罪的家臣。慶安元年（1648年），信重在無子的情況下死去，原本的1萬7千石重新歸入信之管治的松代藩內。明曆2年（1656年），信之隱居後真田氏爆發御家騷動，最終在幕府介入下，松代10萬石歸信政，沼田3萬石歸真田信利。松代藩領由水內郡約4萬石、更級郡約3萬5千石、高井郡約1萬石和埴科郡約1萬5千石組成，直至明治維新為止再沒有任何變化。沼田藩則由於信利過於嚴苛的檢地和爆發一揆，加上江戶兩國橋普請上處理不善而被幕府追究，最終在天和元年（1681年）被改易。
萬治元年（1658年）2月，年僅兩歲的真田幸道繼任成為第3代藩主，任內真田氏積極參與江戶城和日光東照宮的普請、越後高田藩和信濃高遠藩的檢地、重建善光寺和寶永大噴發的災後重建等事務，花費了大量資金，加上在享保2年（1717年），松代城發生大火，城下町和城池均被燒毀，導致藩的財政陷入困局。其後繼任的真田信弘一代，真田氏依然財政不振，連殿內的燈油也出現短缺。元文2年（1737年），由於信弘的長子真田幸詮早死，由次子真田信安繼任成為第5代藩主。信安為了解決藩內的財政問題，起用了原八郎五郎為家老，但是改革失敗，接任的田村半右衛門推出的增收年貢的政策更引起了領民不滿，引發了稱為田村騒動的百姓一揆。寬保2年（1742年）8月，千曲川爆發名為戌之滿水的洪災，而寶曆元年（1751年）領內的埴科郡和更級郡則受到高田地震的影響，受災的松代藩的財政每況愈下。與此同時，真田氏為了避免再次受洪水侵襲，將千曲川的水流改道至城外。

### 藩政後期
翌年，真田幸弘就任為第6代藩主，他提拔的恩田民親，成功協助松代藩改善財政，重振了真田氏。同時，亦獲幕府任命為江戶城大手門的守衛。寬政10年（1798年），近江彥根藩主井伊直幸的四子成為幸弘的養子，並且繼任為第7代藩主，即真田幸專，其後同樣無子的幸專收白河藩主松平定信的次子為養子，並且在文政6年（1823年）繼任成為第8代藩主，即真田幸貫。天保12年（1841年），他多次擔任江戶城的大手門守衛後獲水戶藩主德川齊昭推薦，成為幕府老中，負責海防事務，期間著手於開發產業和增強軍備，並且協助將軍德川家慶推動天保改革，地位亦獲老中首席水野忠邦由外樣大名提升至譜代大名，與此同時幸貫亦任用佐久間象山和村上英俊等人，並且設置目安箱，大幅改革了藩政。嘉永5年（1852年），幸貫著手興建藩校文武學校。同年，由於其子真田幸良早死，因此由其孫真田幸教繼任為第9代藩主。嘉永7年（1854年），黑船來航，日本進入了幕末時代，幸教當時則負責在江戶灣興建臺場和駐守橫濱應接場，而在元治元年（1864年），他亦有率兵前往京都御所南門擔任守衛。嘉永7年（1854年）6月23日、安政5年（1858年）6月19日、6月26日和27日，由於幸教病弱，真田氏四次向幕府提出希望收養其他武家的兒子作為繼承人，提及了堀田正俊（後來的安中藩、古河藩主和幕府大老）、松平忠昭（後來的丹波龜山藩主）、久世廣之（後來的關宿藩主）、內藤信親（後來的村上藩主和京都所司代）和脇坂安宅（後來的龍野藩主）。文久2年（1862年）則提及上杉齊憲六子上杉篤之助（後來的忍藩主），翌年家臣聯署提出意見書，推舉了高鍋藩的秋月種樹（後來的幕府若年寄）和熊本藩的細川護久（後來的熊本藩主）。考慮到繼承信之血緣、年齡以及能力，由於第3代藩主幸道與伊達秀宗之孫女豐姬是夫婦，因此最終在慶應2年（1866年），體弱的幸教隱居，由養子，伊予宇和島藩主伊達宗成的長子伊達保麿（即後來的真田幸民）繼任成為第10代藩主。繼位後，他馬上被徵召至京都御所朔平門擔任守衛。明治元年（1868年），戊辰戰爭爆發，真田氏在早期便支持新政府軍，參與了北越戰爭和會津戰爭，戰後獲明治政府賜予賞典祿3萬石。翌年，幸民在版籍奉還後成為松代藩知事，明治17年（1884年）封為子爵，明治24年（1891年）升至伯爵。

## 家紋
- 六文錢
- 結雁金
- 洲濱

真田氏的家紋稱為六文錢、六連錢或真田錢，與永樂錢等屬於錢紋的一種。傳說人死後渡過三途川的時候，需要支付六文錢（冥錢），這代表著真田氏抱著什麼時候死也可以的精神。信濃在當時是很貧困的地方，初生嬰孩經常夭折，而其家人則將六文錢置於棺木中，而六文錢亦代表六道。除了真田氏外，同屬滋野氏後裔的海野氏等均使用六文錢作為家紋。另外雁紋也是真田氏的家紋，雁與歸來（かえり）的發音相近，《萬葉集》中亦有以雁代表歸來的說法。真田氏在內的多個信濃豪族均使用雁紋，其他則有清和源氏流的花房氏、柴田氏和藤原氏流的增山氏等。此外，洲濱紋亦是真田氏的家紋之一，指蓬萊或極樂世界，由於形狀上類似河口或海邊，不少近水流的氏族以此作為家紋，例如鄰接利根川的小田氏等。

## 評價
歷史學家河內八郎認為：「石高不足4萬的真田氏能夠控制西上野和信濃小縣郡，而且成功阻撓德川秀忠參與關原之戰，替幕藩體制建立了基礎。作為落後地區的小大名卻能夠不斷強化軍力，輾轉於各大名之間，從而成功擴張領地。」歷史學家小林計一郎則認為：「真田氏興建的上田城，比松尾城和戶石城的都要便利，而且由山城改為平城，可見真田氏一掃中世土豪的形象，步出了近世大名的第一步。」歷史學家柴辻俊六認為：「取得外交權的真田氏已經屬於大名，昌幸能夠與上杉景勝建立同盟關係也意味著他已經是獨立的大名。」歷史學家栗原修認為：「真田昌幸管理沼田領、岩櫃和中山領，其權力更進一步延伸至北上野一帶，這與真田氏成為大名後在上野的勢力範圍幾乎一致。」歷史學家富澤一弘和佐藤雄太則認為：「真田獨立期間正值上杉的家督之爭、武田氏滅亡、本能寺之變和秀吉家康對立等的多事之秋，在迷惘之際最終以戰國大名的身份獨立。」
歷史學家山岡信一認為真田氏在戰國時期只是國人領主。歷史學家笹本正治認為：「真田氏是滲入武田的權力核心，從而擴大勢力，並且在武田撐腰下開始形成一個獨立個體，與小山田氏、穴山氏和木曾氏等同樣屬於武田氏領內的國人領主。」歷史學家堀內亨則認為：「真田氏在武田氏滅亡後便馬上獨立，與在武田後期逐漸衰退的小山田氏和穴山氏，實在難以相題並論。真田氏通過與武田氏聯手，打下了根基，並且逐漸從武田氏手上取得權力。」歷史學家荒川善夫認為真田氏只是國人眾。

## 系譜
| 幸隆1  |       |       |       |       |       |  |  |       |       |       |       |       |       |  |  |              |              |              |              |              |              |  |  |  |  |  |  |  |  |  |  |  |  |  |  |
|        |       |       |       |       |       |  |  |       |       |       |       |       |       |  |  |              |              |              |              |              |              |  |  |  |  |  |  |  |  |  |  |  |  |  |  |
|        |       |       |       |       |       |  |  |       |       |       |       |       |       |  |  |              |              |              |              |              |              |  |  |  |  |  |  |  |  |  |  |  |  |  |  |
| 信綱2  | 信綱2 | 信綱2 | 信綱2 | 信綱2 | 信綱2 |  |  | 昌輝  | 昌輝  | 昌輝  | 昌輝  | 昌輝  | 昌輝  |  |  | 昌幸3        | 昌幸3        | 昌幸3        | 昌幸3        | 昌幸3        | 昌幸3        |  |  |  |  |  |  |  |  |  |  |  |  |  |  |
| 信綱2  | 信綱2 | 信綱2 | 信綱2 | 信綱2 | 信綱2 |  |  | 昌輝  | 昌輝  | 昌輝  | 昌輝  | 昌輝  | 昌輝  |  |  | 昌幸3        | 昌幸3        | 昌幸3        | 昌幸3        | 昌幸3        | 昌幸3        |  |  |  |  |  |  |  |  |  |  |  |  |  |  |
|        |       |       |       |       |       |  |  |       |       |       |       |       |       |  |  |              |              |              |              |              |              |  |  |  |  |  |  |  |  |  |  |  |  |  |  |
| 信之4  | 信之4 | 信之4 | 信之4 | 信之4 | 信之4 |  |  |       |       |       |       |       |       |  |  | 信繁（幸村） | 信繁（幸村） | 信繁（幸村） | 信繁（幸村） | 信繁（幸村） | 信繁（幸村） |  |  |  |  |  |  |  |  |  |  |  |  |  |  |
| 信之4  | 信之4 | 信之4 | 信之4 | 信之4 | 信之4 |  |  |       |       |       |       |       |       |  |  | 信繁（幸村） | 信繁（幸村） | 信繁（幸村） | 信繁（幸村） | 信繁（幸村） | 信繁（幸村） |  |  |  |  |  |  |  |  |  |  |  |  |  |  |
|        |       |       |       |       |       |  |  |       |       |       |       |       |       |  |  |              |              |              |              |              |              |  |  |  |  |  |  |  |  |  |  |  |  |  |  |
| 信政5  | 信政5 | 信政5 | 信政5 | 信政5 | 信政5 |  |  | 信吉  | 信吉  | 信吉  | 信吉  | 信吉  | 信吉  |  |  |              |              |              |              |              |              |  |  |  |  |  |  |  |  |  |  |  |  |  |  |
| 信政5  | 信政5 | 信政5 | 信政5 | 信政5 | 信政5 |  |  | 信吉  | 信吉  | 信吉  | 信吉  | 信吉  | 信吉  |  |  |              |              |              |              |              |              |  |  |  |  |  |  |  |  |  |  |  |  |  |  |
|        |       |       |       |       |       |  |  |       |       |       |       |       |       |  |  |              |              |              |              |              |              |  |  |  |  |  |  |  |  |  |  |  |  |  |  |
| 信就   | 信就  | 信就  | 信就  | 信就  | 信就  |  |  | 幸道6 | 幸道6 | 幸道6 | 幸道6 | 幸道6 | 幸道6 |  |  |              |              |              |              |              |              |  |  |  |  |  |  |  |  |  |  |  |  |  |  |
| 信就   | 信就  | 信就  | 信就  | 信就  | 信就  |  |  | 幸道6 | 幸道6 | 幸道6 | 幸道6 | 幸道6 | 幸道6 |  |  |              |              |              |              |              |              |  |  |  |  |  |  |  |  |  |  |  |  |  |  |
| 信弘7  |       |       |       |       |       |  |  |       |       |       |       |       |       |  |  |              |              |              |              |              |              |  |  |  |  |  |  |  |  |  |  |  |  |  |  |
|        |       |       |       |       |       |  |  |       |       |       |       |       |       |  |  |              |              |              |              |              |              |  |  |  |  |  |  |  |  |  |  |  |  |  |  |
| 信安8  |       |       |       |       |       |  |  |       |       |       |       |       |       |  |  |              |              |              |              |              |              |  |  |  |  |  |  |  |  |  |  |  |  |  |  |
|        |       |       |       |       |       |  |  |       |       |       |       |       |       |  |  |              |              |              |              |              |              |  |  |  |  |  |  |  |  |  |  |  |  |  |  |
| 幸弘9  |       |       |       |       |       |  |  |       |       |       |       |       |       |  |  |              |              |              |              |              |              |  |  |  |  |  |  |  |  |  |  |  |  |  |  |
|        |       |       |       |       |       |  |  |       |       |       |       |       |       |  |  |              |              |              |              |              |              |  |  |  |  |  |  |  |  |  |  |  |  |  |  |
| 幸專10 |       |       |       |       |       |  |  |       |       |       |       |       |       |  |  |              |              |              |              |              |              |  |  |  |  |  |  |  |  |  |  |  |  |  |  |
|        |       |       |       |       |       |  |  |       |       |       |       |       |       |  |  |              |              |              |              |              |              |  |  |  |  |  |  |  |  |  |  |  |  |  |  |
| 幸貫11 |       |       |       |       |       |  |  |       |       |       |       |       |       |  |  |              |              |              |              |              |              |  |  |  |  |  |  |  |  |  |  |  |  |  |  |
|        |       |       |       |       |       |  |  |       |       |       |       |       |       |  |  |              |              |              |              |              |              |  |  |  |  |  |  |  |  |  |  |  |  |  |  |
| 幸教12 |       |       |       |       |       |  |  |       |       |       |       |       |       |  |  |              |              |              |              |              |              |  |  |  |  |  |  |  |  |  |  |  |  |  |  |
|        |       |       |       |       |       |  |  |       |       |       |       |       |       |  |  |              |              |              |              |              |              |  |  |  |  |  |  |  |  |  |  |  |  |  |  |
| 幸民13 |       |       |       |       |       |  |  |       |       |       |       |       |       |  |  |              |              |              |              |              |              |  |  |  |  |  |  |  |  |  |  |  |  |  |  |

### 註解
1. ↑  另一種說法是在天文15年（1546年）2月，真田幸隆返回居城松尾城後，以其住處的地名三田，音變作真田，並自此改姓真田。[3]。
2. ↑  另一種說法是幸隆投靠了箕輪城主長野業正[5]。
3. ↑  真田幸隆在史料上亦被認為最初出現於駒井高白齋所著的《高白齋記》天文18年（1549年）3月14日條[7]
4. ↑  天文11年（1542年）12月15日，與真田氏同族的禰津元直（日语：禰津元直）之女禰津御寮人（日语：禰津御寮人）嫁給了武田信玄，真田氏便通過禰津氏，開始與武田氏接觸[8]，而按照歷史學家豬坂直一的推測，諏訪御料人成為禰津氏的養女，並且由幸隆推薦給信玄，因此與禰津御寮人為同一人[9]。另外，按照《甲陽軍鑑》記載，幸隆早在天文15年（1546年）便臣服於武田氏，並且重新入主舊領松尾城（日语：真田本城），因此按此說法，真田氏不但無寄望山內上杉氏的幫助，反而是掉轉槍頭攻打山內上杉氏。然而，歷史學者平山優（日语：平山優 (歴史学者)）認為松尾城當時應該仍然屬於村上氏的領地，因此幸隆不可能順利重返舊領，因此他認為幸隆是與小山田虎滿一同入主了位於佐久郡的內山城（日语：内山城）[10]。